# Chiesa di San Giovanni Evangelista (Modica)
La chiesa madre commendale di San Giovanni Evangelista è un edificio religioso cattolico che sorge a Modica. Essa presenta una facciata la cui ultima versione è stata rifatta dopo il 1839, per essere completata fra il 1893 ed il 1901.

## Storia e descrizione
Il luogo di culto si trova in questo sito dal 1150 (bolla papale di papa Eugenio III). Un documento del marzo 1217 cita le chiese di San Giovanni e di San Giorgio in Modica come poste sotto la tutela della Diocesi di Mileto, in Calabria.
Si trovava in questa spianata il primo edificio religioso di Modica, la chiesa di San Pietro extra moenia del VII secolo, con adiacente un coevo monastero dei Benedettini, uno dei sei fondati in Sicilia da San Gregorio Magno. Ma un diploma di cui riferisce lo storico Placido Carrafa, riporta che il Preposto di San Giorgio ordinò la demolizione, avvenuta nel 1454, del monastero attiguo a San Pietro fuori le mura, lasciando spazio ad una nuova e più grande costruzione, un sol corpo con quella di San Pietro, e che venne dedicata anche a San Giovanni Evangelista. Successivamente, essendo sorta nel frattempo, nel Trecento, una chiesa dedicata a San Pietro nella parte bassa della città, la chiesa di Modica Alta mantenne la sola intitolazione a San Giovanni Evangelista, per quanto una campana fusa nel 1550 riporti ancora incise le effigi di ambedue gli Apostoli.
Danneggiato il primo tempio dal terremoto del 1542, fu presto riedificato nelle dimensioni attuali, per essere poi gravemente colpito dal terremoto del 1693. La chiesa fu ricostruita in forme barocche tra i primi decenni del Settecento ed il 1839, anno in cui l'architetto Salvatore Toscano progetta il II e III ordine e la scalinata monumentale che scende fino alla piazza. Il prospetto fu lievemente lesionato dall'ulteriore sisma del 1848, il che portò alla decisione, nel 1893, di modificare ulteriormente la facciata, dando forma a quella definitiva di fine Ottocento, in stile neoclassico, simile al prospetto della basilica Collegiata di Catania, che possiamo ammirare ancor oggi. L'ultima ridefinizione architettonica della facciata fu operata dal capomastro modicano Giuseppe Garofalo Giannone, su disegno dell'architetto Salvatore Rizza di Avola. Ricca di stucchi decorativi all'interno, con le rappresentazioni dei quattro Evangelisti, vi si conserva il gruppo statuario dell'Addolorata, del Cinquecento, composto dalle statue della Vergine Maria e di Marta che piangono Gesù appena spirato, staccato dalla Croce, e sostenuto dalle braccia amorose della Maddalena. Al gruppo statuario originario, nell'Ottocento, furono aggiunte le statue del Redentore moribondo pendente dalla Croce, e quella del suo discepolo preferito, Giovanni (poi Evangelista). Ai piedi dell'Altare di San Giovanni Evangelista è poggiata un'arca, contenente quasi tutti i resti del corpo di Santa Temperanza martire, donati alla chiesa da un certo don Fidenzio di Ascoli, su licenza di don Ottavio Carafa, Arcivescovo di Patrasso, donazione avvenuta alla metà circa del XVII secolo (come risulta dai documenti custoditi in parrocchia, fra cui gli Atti di una ricognizione eseguita il 20 giugno 1664 dal Vicario generale di Siracusa, Giuseppe Capobianco, su disposizione del cardinale Ginetti). La chiesa presenta all'esterno scalinata, che contribuisce al contesto scenografico urbano, ai cui lati i muri perimetrali sono intercalati da ventisei pilastri, che in tempi passati dovevano sorreggere altrettante statue, mentre ora se ne conservano solo tre. La chiesa si trova nella parte alta del centro storico della città, e la croce che sormonta l'apice della guglia rappresenta, con i suoi 449 m, il punto più alto di Modica. Sul lato sinistro della chiesa, un tortuoso reticolo di vicoli di retaggio medievale conducono al Belvedere della città alta, il cosiddetto Pizzo, da cui si domina il centro storico di Modica.